# Date (Fukushima)
Pour les articles homonymes, voir Date (homonymie).
Date (伊達市, Date-shi) est une municipalité ayant le statut de ville dans la préfecture de Fukushima, au Japon.

## Toponymie
Le nom de la ville fait référence au clan Date, qui a longtemps gouverné la région.

## Géographie

### Localisation
Date est située dans le nord-est de la préfecture de Fukushima. Elle jouxte la ville de Fukushima.

### Municipalités limitrophes
| Kunimi, Koori | Shiroishi | Marumori |
| Fukushima     | Date      | Sōma     |
| Fukushima     | Kawamata  | Iitate   |

### Démographie
En octobre 2020, la population de Date s'élevait à 58 603 habitants, répartis sur une superficie de 265,12 km2.

### Hydrographie
La ville est traversée par le fleuve Abukuma.

### Climat
Date a un climat continental humide caractérisé par des étés chauds et humides et des hivers froids avec chutes de neige. La température moyenne annuelle est de 11,4 °C. La pluviométrie annuelle moyenne est de 1 403 mm, juillet étant le mois le plus humide.

## Histoire
La région faisait partie de l'ancienne province de Mutsu. Vers la fin de l'époque de Heian, Shinobu-gun (aujourd'hui la ville de Fukushima) et Date-gun (englobant les municipalités actuelles de Date, Koori et Kawamata) ont été attribués à Date Tomomune. Le clan Date contrôlera la région jusqu'à la fin du XVIe siècle. Pendant l'époque d'Edo, le territoire de l'actuelle Date fait partie des domaines de Yonezawa, Fukushima et Yanagawa, avant d'être administré directement par le shogunat Tokugawa.
Le village moderne de Nagaoka est créé le 1er avril 1889. Il obtient le statut de bourg le 1er avril 1940 et se renomme Date. Le 1er janvier 2006, les anciens bourgs de Hobara, Yanagawa, Ryozen et Tsukidate fusionnent avec Date, qui reçoit le statut de ville.

## Culture locale et patrimoine
- Ryōzen-jinja

## Transports
Date est desservie par la ligne Abukuma Express qui traverse la ville, ainsi que par la ligne principale Tōhoku à l'extrême ouest de la ville.

## Jumelage
Date est jumelée avec Revere aux États-Unis.